# Heliconius albinea
Heliconius albinea är en fjärilsart som beskrevs av Riffarth 1899. Heliconius albinea ingår i släktet Heliconius och familjen praktfjärilar. Inga underarter finns listade i Catalogue of Life.